# Abbaye de Fountains
L'abbaye de Fountains dans le Yorkshire du Nord (Angleterre) à 3 km au SO de Ripon, est une ancienne abbaye cistercienne aujourd'hui en ruine, fondée en 1132 dans la vallée boisée de la petite rivière Skell. L'abbaye de Fountains est l'un des principaux établissements cisterciens et l'un des mieux préservés en Angleterre. Elle appartient au National Trust. Elle est inscrite au patrimoine mondial de l'UNESCO avec le parc de Studley Royal qui lui est adjacent.
Les vestiges les plus beaux et les plus complets sont ceux des bâtiments groupés autour du cloître selon le schéma cistercien classique : à l'est, la salle capitulaire, au sud, le grand réfectoire et, à l'ouest, le cellarium.

## Histoire

### Fondation
L'abbaye de Fountains fut fondée en 1132 à la suite d'une dispute et d'une émeute à l'abbaye Sainte-Marie d'York. À la suite de cette commotion, treize moines furent bannis et, après avoir vainement tenté de revenir à la règle de saint Benoît du début du VIe siècle, ils furent pris sous la protection de Thurstan, archevêque d'York. Celui-ci leur donna un site dans la vallée de la Skell (en), petit affluent de l'Ure. Cette vallée protégée avait tout ce qui était nécessaire à la fondation d'une abbaye : pierre et bois pour la construction et un cours d'eau.
L'abbaye est affiliée à Clairvaux et Geoffroy d'Ainay est envoyé par Bernard pour en être le premier abbé cistercien. Il lance en 1135 le chantier de la nouvelle abbatiale

### Moyen Âge
Dès 1147, des complications surviennent. L'abbé Henri Murdac est pressenti comme archevêque d'York ; des opposants à sa nomination incendient l'abbaye, ce qui endommage en particulier la partie orientale de l'édifice.
Lors de l'abbatiat de John of York, entre 1203 et 1211, l'église abbatiale est largement agrandie, notamment par la destruction du chevet plat, l'adjonction d'un chœur de cinq travées, entouré de collatéraux, et terminé par un second transept, doté de neuf autels adossés au nouveau chevet. De son côté, la salle capitulaire est elle aussi considérablement agrandie, presque aux dimensions du réfectoire.

### Dissolution et destructions
L'abbaye fut active jusqu'en 1539, lorsqu'Henri VIII ordonna la dissolution des monastères. L'abbé d'alors, Marmaduke Bradley, ne fut que chassé, encouragé à partir par la promesse d'une pension ; son prédécesseur William Thirsk avait été pendu en 1537, pour le punir de sa participation au pèlerinage de Grâce. Les bâtiments et plus de deux kilomètres carrés de terres furent vendus par la Couronne le 1er octobre 1540 à Sir Richard Gresham, un marchand londonien. L'ensemble abbatial servit de carrière de pierres durant deux siècles, jusqu'à ce que les propriétaires voisins de Studley Royal décident de conserver les « ruines romantiques » en l'état et d'aménager les espaces naturels qui les entourent.

### Préservation
L'abbaye est protégée par le National Trust en tant que Monument classé en 1986, conséquence de son inscription au patrimoine mondial. À la fin du XXe siècle, des moines bénédictins proposent de venir réimplanter une communauté monastique à Fountains, en rebâtissant certains bâtiments ; cette proposition entraîne de vives protestations et l'abandon du projet

## Architecture

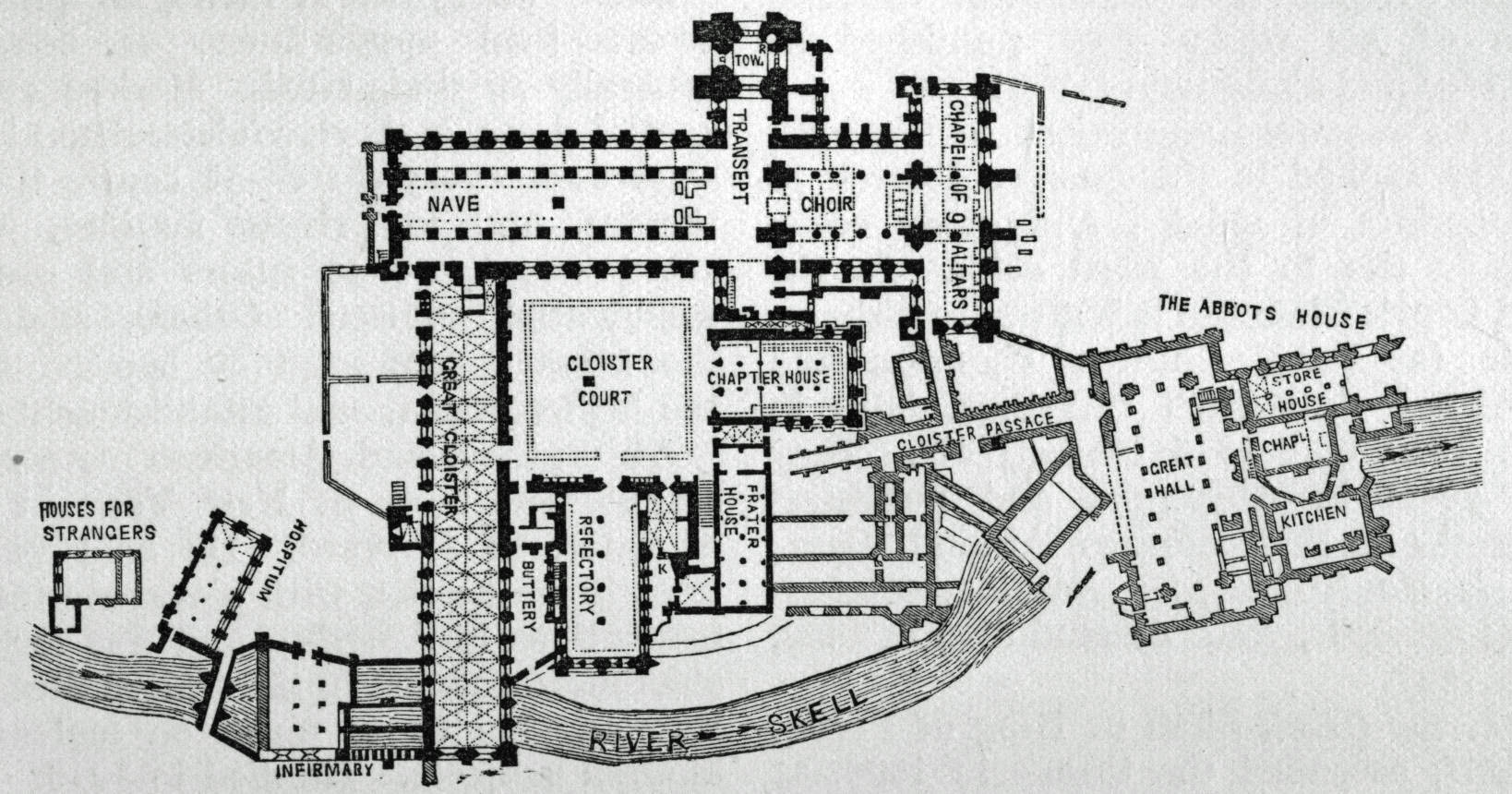
Plan général de l'ensemble abbatial.

### Église abbatiale

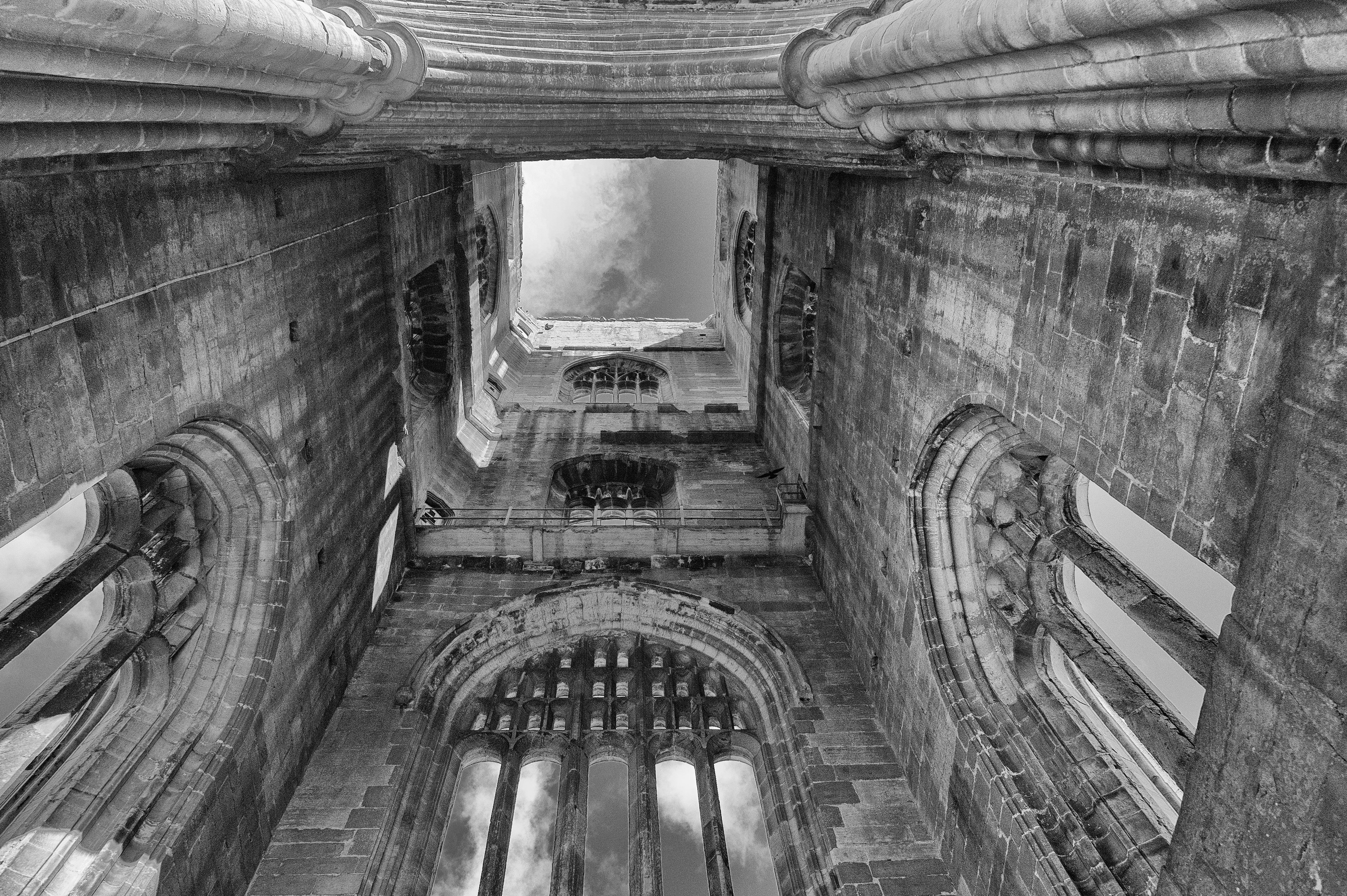
Vue de l'intérieur de la tour-lanterne.

Une des caractéristiques les plus notables de Fountains, à l'inverse du modèle bourguignon des abbatiales cisterciennes, est la présence, courante dans les édifices médiévaux anglo-saxons, d'une tour-lanterne. Fountains présente la particularité d'avoir eu deux de ces édicules, situés à deux endroits différents. Le premier, bâti à partir de 1160, dominait la croisée du transept. Cette croisée n'était en conséquence pas voûtée mais recouverte d'un plafond de bois ; seulement, les piles soutenant cette tour-lanterne dataient d'époques différentes (celle du sud-est est renforcée en 1210, lors des travaux de John of York).
Le second transept, qui termine à l'est le chœur bâti par John of York, est nommé « chapel of the nine altars ».
La seconde tour-lanterne est bâtie sous l'abbatiat de Marmaduke Huby, entre 1495 et 1526. C'est cet abbé qui restaure le plafond de bois sous-tendant la première tour-lanterne, et surtout qui fait bâtir la tour septentrionale, beaucoup plus haute et massive, surplombant la partie nord du transept, ainsi que l'immense baie ornant la façade occidentale.

### Cloître et bâtiments conventuels

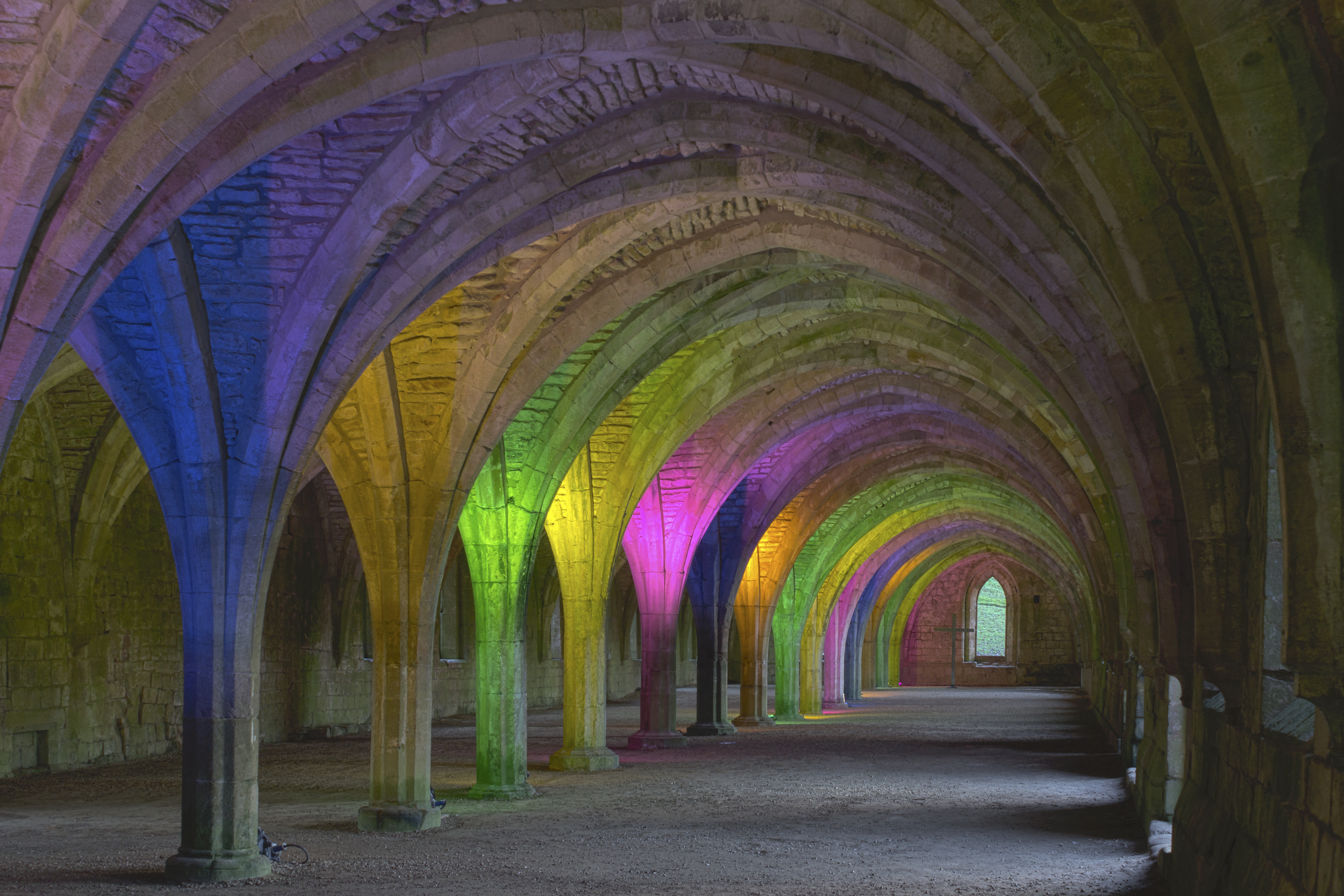
Le cellarium de l'abbaye, illuminé.

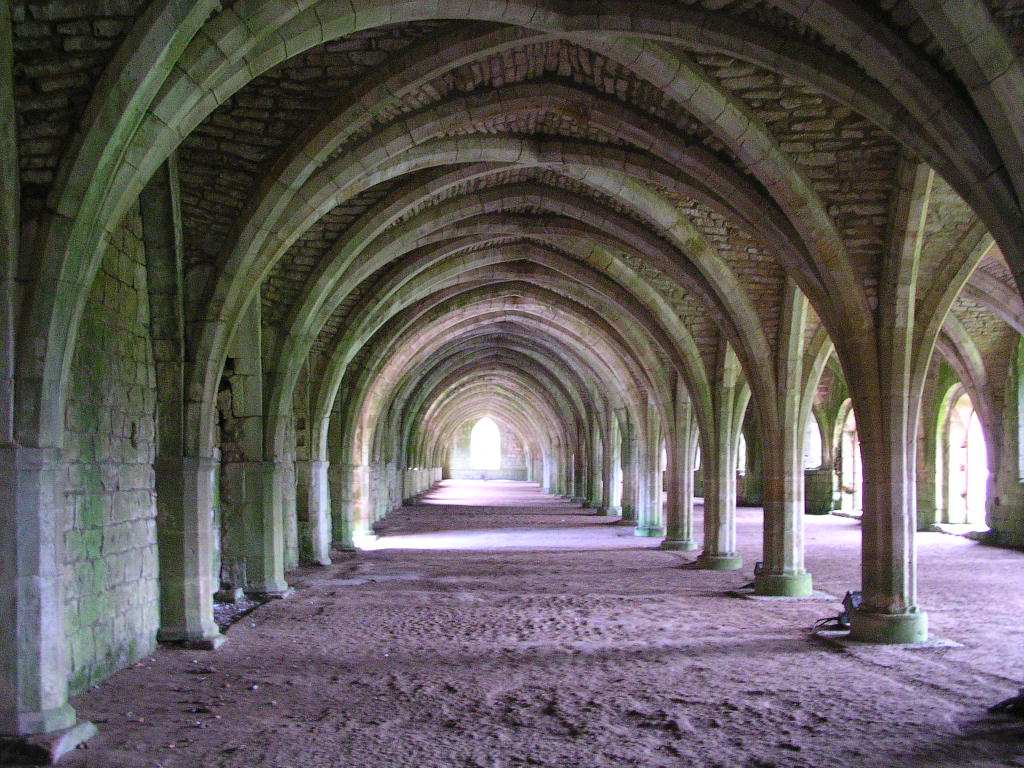
Le réfectoire des moines.

La salle du chapitre et l'hôtellerie de Fountains sont parmi les premières réalisations cisterciennes britanniques à utiliser les nouvelles techniques gothiques, en particulier la croisée d'ogives et l'arc brisé. Les recherches archéologiques actuelles tendent à montrer que c'est par souci architectural, afin de simplifier la construction et de se débarrasser de certaines contraintes, que les cisterciens optent pour ces solutions techniques.
La salle capitulaire, après les travaux de John of York, n'a plus la forme carrée initiale, et déborde du cloître vers l'est. Elle mesure six travées de longueur, sur une largeur de trois.

## L'abbaye dans la culture

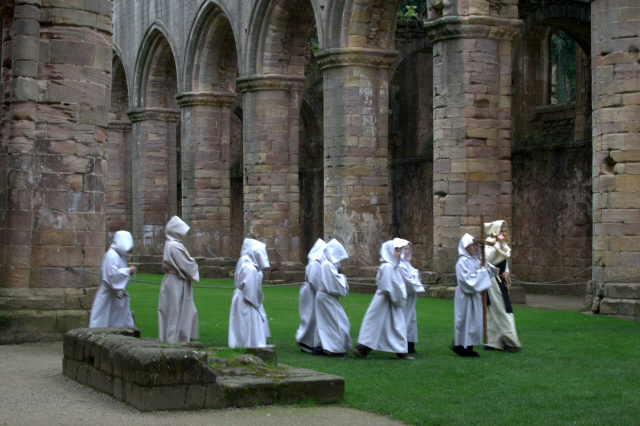
Reconstitution moderne : des moines circulent dans les ruines de l'abbatiale.

L'abbaye et le parc qui l'entoure, classés au patrimoine mondial en 1986, sont visités annuellement par trois cent mille touristes
Fountains est largement décrite par Julien Green, dans La Terre est si belle. Il la décrit comme « la plus grande que j'ai jamais vue. [...] cistercienne de la meilleure époque, de ce XIIe siècle qui a mystérieusement emporté avec lui le secret d'une foi sans ombre [...] La pierre est blanche, d'un blanc d'ivoire ».

## Source
- (en) Cet article est partiellement ou en totalité issu de l’article de Wikipédia en anglais intitulé « Fountains Abbey » (voir la liste des auteurs).